# Ofir Marciano
Ofir Meir Marciano (hebräisch אופיר מאיר מרציאנו; * 7. Oktober 1989 in Aschdod) ist ein israelischer Fußballtorhüter, der bei Hapoel Be’er Scheva unter Vertrag steht.

## Karriere

### Verein
Ofir Marciano begann seine Karriere in seinem Geburtsort bei MS Aschdod. Bis zum Jahr 2009 spielte er in den Jugendmannschaften des Vereins, bevor er in der Saison 2009/10 sein Profidebüt in der Ligat ha’Al gab. Ab der Saison 2011/12 war er Stammtorhüter in seinem Verein. Bis zum Ende der Saison 2014/15 absolvierte er 139 Erstligaspiele. Danach wurde er für ein Jahr an den belgischen Erstligisten Royal Excel Mouscron verliehen, für den er insgesamt sechsmal zwischen den Pfosten stand. Ein weiteres Jahr später lieh ihn der schottische Zweitligist Hibernian Edinburgh aus, mit dem er am Saisonende in die erste Liga aufstieg und der ihn im Anschluss 2017 fest verpflichtete. Im Sommer 2021 schloss sich Marciano Feyenoord Rotterdam als Ersatztorhüter an. Mit der Mannschaft konnte er 2023 die niederländische Meisterschaft gewinnen. Im Sommer 2023 kehrte Marciano nach Israel zurück und schloss sich Hapoel Be’er Scheva an.

### Nationalmannschaft
Ofir Marciano spielt seit dem Jahr 2014 für die Israelische Fußballnationalmannschaft.

### Familie
Ofir Marciano ist mit dem Model Shelly Marciano verheiratet.